# Dee Dee Sharp
Dee Dee Sharp (* 9. September 1945 in Philadelphia als Dione LaRue) ist eine US-amerikanische R&B-Sängerin.

## Werdegang
Sie startete ihre Karriere 1961 als Backgroundsängerin. So war sie auf Aufnahmen von Bobby Rydell und Chubby Checker (Slow Twistin’) zu hören.
Aber bereits ein Jahr später war sie auch als Solistin recht erfolgreich. Mit Mashed Potato Time (Platz 2), Gravy (For My Mashed Potatos) (Platz 9) und Ride! (Platz 5) konnte sie 1962 drei Erfolge feiern. 1963 folgte dann noch Do The Bird (Platz 10).
Ihren größten Hit aber verpasste sie. Ursprünglich war nämlich vorgesehen, dass sie den Titel Loco-Motion singt, aber Little Eva war bei den Proben offensichtlich erfolgreicher.
1967 heiratete sie den berühmten Produzenten und Songschreiber Kenny Gamble und nahm Platten im Philly-Soul- und Disco-Stil auf. Die Ehe wurde 1980 geschieden.
Sharp nahm hin und wieder weitere Platten auf, die aber keine größeren Erfolge oder Hits hervorbrachten. Dennoch tritt die Sängerin weiterhin international auf.

## Diskografie

### Studioalben
| Jahr | Titel                       | Höchstplatzierung, Gesamtwochen, AuszeichnungChartplatzierungen (Jahr, Titel, Platzierungen, Wochen, Auszeichnungen, Anmerkungen) | Höchstplatzierung, Gesamtwochen, AuszeichnungChartplatzierungen (Jahr, Titel, Platzierungen, Wochen, Auszeichnungen, Anmerkungen) | Anmerkungen |
| Jahr | Titel                       | US | R&B | Anmerkungen |
| ---- | --------------------------- | --- | --- | ----------- |
| 1962 | It’s Mashed Potato Time     | US44 (17 Wo.)US | — |             |
| 1975 | Happy ’Bout the Whole Thing | — | R&B48 (3 Wo.)R&B |             |
| 1980 | Dee Dee                     | — | R&B59 (5 Wo.)R&B |             |

grau schraffiert: keine Chartdaten aus diesem Jahr verfügbar
Weitere Studioalben
- 1962: Songs of Faith
- 1962: Down to Earth (mit Chubby Checker)
- 1963: Do the Bird
- 1963: Down Memory Lane
- 1977: What Color Is Love

### Kompilationen
- 1963: 18 Golden Hits
- 1963: All The Hits
- 1963: Biggest Hits
- 2005: Best Of Dee Dee Sharp 1962-1966
- 2006: Sharp Goes Wild

### Singles
| Jahr | Titel Album                                            | Höchstplatzierung, Gesamtwochen, AuszeichnungChartplatzierungen (Jahr, Titel, Album, Platzierungen, Wochen, Auszeichnungen, Anmerkungen) | Höchstplatzierung, Gesamtwochen, AuszeichnungChartplatzierungen (Jahr, Titel, Album, Platzierungen, Wochen, Auszeichnungen, Anmerkungen) | Anmerkungen        |
| Jahr | Titel Album                                            | US | R&B | Anmerkungen        |
| ---- | ------------------------------------------------------ | --- | --- | ------------------ |
| 1962 | Mashed Potato Time It’s Mashed Potato Time             | US2 (18 Wo.)US | R&B1 (16 Wo.)R&B |                    |
| 1962 | Slow Twistin’ It’s Mashed Potato Time                  | US3 (14 Wo.)US | R&B3 (12 Wo.)R&B | mit Chubby Checker |
| 1962 | Gravy (For My Mashed Potatoes) It’s Mashed Potato Time | US9 (10 Wo.)US | R&B11 (10 Wo.)R&B |                    |
| 1962 | Ride! All The Hits By Dee Dee Sharp Volume II          | US5 (13 Wo.)US | R&B7 (5 Wo.)R&B |                    |
| 1963 | Do The Bird                                            | US10 (11 Wo.)US | R&B8 (6 Wo.)R&B |                    |
| 1963 | Rock Me In The Cradle Of Love Biggest Hits             | US43 (7 Wo.)US | — |                    |
| 1963 | Wild! All The Hits With All The Stars                  | US33 (9 Wo.)US | R&B25 (1 Wo.)R&B |                    |
| 1964 | Where Did I Go Wrong Shindig With The Stars            | US82 (4 Wo.)US | — |                    |
| 1964 | Willyam, Willyam Hullabaloo With The Stars Vol. 2      | US97 (1 Wo.)US | — |                    |
| 1965 | I Really Love You –                                    | US78 (7 Wo.)US | R&B37 (2 Wo.)R&B |                    |
| 1976 | I’m Not In Love Happy ’Bout The Whole Thing            | — | R&B62 (10 Wo.)R&B |                    |
| 1981 | I Love You Anyway Dee Dee                              | — | R&B79 (3 Wo.)R&B |                    |

Weitere Singles
- 1964: Never Pick A Pretty Boy
- 1964: Deep Dark Secret
- 1964: To Know Him Is To Love Him
- 1965: Let’s Twine
- 1966: (It’s Wonderful) The Love I Feel For You
- 1966: It’s A Funny Situation
- 1966: My Best Friend's Man
- 1967: What Am I Gonna Do
- 1968: We Got A Thing Going On
- 1968: A Woman Will Do Wrong
- 1968: Help Me Find My Groove
- 1968: What Kind Of Lady
- 1970: The Bottle Or Me
- 1971: Conquer The World
- 1974: Happy ’Bout The Whole Thing
- 1975: Share My Love
- 1977: Nobody Could Take Your Place
- 1977: I’d Really Love To See You Tonight
- 1978: Just As Long As I Know You're Mine
- 1978: I Wanna Be Your Woman
- 1981: Easy Money
- 1981: Breaking and Entering